# Gloster Gladiator
O Gloster Gladiator foi um caça biplano inglês da Segunda Guerra Mundial. Foi utilizado pela Royal Air Force, pela Fleet Air Arm (Avião Naval Britânica na variação de Sea Gladiator), também sendo exportado para vários países na década de 30. Foi o último caça biplano da RAF, tendo ficado obsoleto mesmo antes do início do conflito. Apesar de ter lutado contra inimigos superiores no início da guerra, principalmente Messerschmitt Bf-109 e Fiat CR.42, além do Fiat CR.32. Mostrou um desempenho bom, pois estava mais bem armado que o Fiat CR.32 e era um pouco mais rápido, contra o CR.42 tinha vantagem em armamento, mas era 20 km mais lento, mas enfrentava o mesmo com igualdade. Contra o Messerschmitt Bf-109E ele era totalmente obsoleto, em termos de poder de fogo e principalmente velocidade (o Gladiator tinha uma velocidade de cerca 400 km/h, enquanto o Bf-109 tinha uma velocidade de cerca de 520 km/h). Lutou em inúmeras forças aéreas em quase todos os teatros da guerra, sendo usado na Batalha de França, na Campanha da Noruega, na Guerra Greco-Italiana, no Cerco de Malta, e também utilizado pela Finlândia na Guerra de Inverno e na Guerra de Continuação, onde teve um desempenho razoável contra os caças Polikarpov I-15, Polikarpov I-153 e Polikarpov I-16 utilizados pelos soviéticos, o que deve-se principalmente pelo melhor treinamento dos pilotos finlandeses e de táticas melhores.